# 傑米·托馬斯·金
傑米·托馬斯·金（Jamie Thomas King，1981年7月9日—）是英國的一位演員，出生在倫敦。他曾就讀於倫敦音樂和戲劇藝術學院，出演過都鐸王朝等電視劇。

## 外部連結
- Jamie King在互联网电影资料库（IMDb）上的資料（英文）